# Avenue de la Folle Chanson

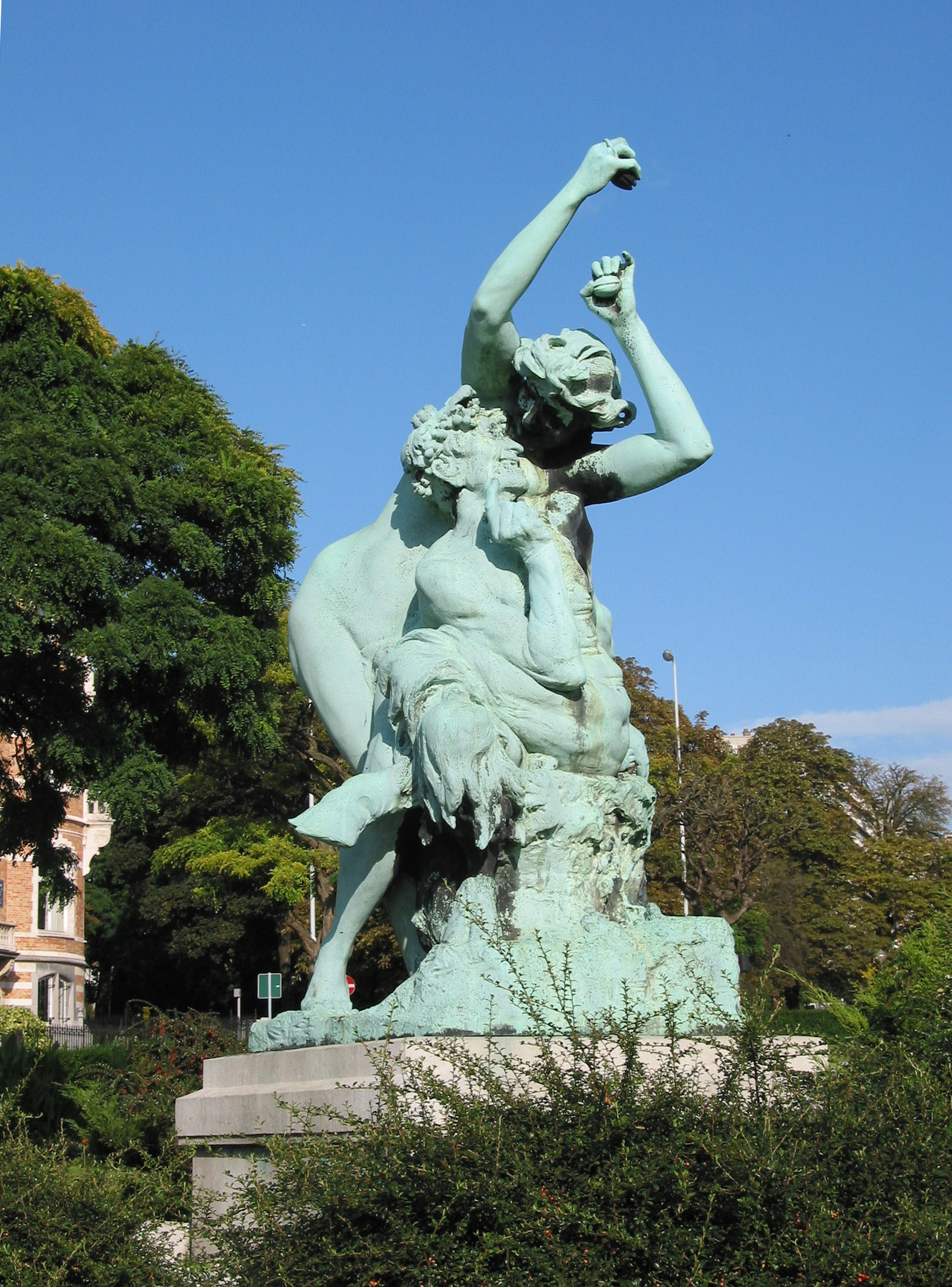
Square Ambiorix, La Folle Chanson

L'avenue de la Folle Chanson (en néerlandais : Lied van Sotternieënlaan) est une avenue ixelloise qui tire son nom d'une célèbre statue de Jef Lambeaux représentant une nymphe et un faune enlacés, déclinée par ailleurs en diverses versions: l'une d'elles figure au square Ambiorix, sur le territoire de Bruxelles. L'avenue de la Folle Chanson est synonyme de l'avenue des milliardaires, ne s'étendant que sur une cinquantaine de mètres avec de prestigieux habitants.
Au no 4 de l'avenue de la Folle Chanson, ainsi qu'aux no 62-68 de l'avenue Émile Duray, se dresse le Palais de la Cambre, un luxueux immeuble à appartements érigé en 1925-1930 par l'architecte Camille Damman.
Au numéros 15 à 19, Alfred Nyst a conçu un immeuble à appartement d'inspiration Art déco. Au coin de l'avenue, le Palais de la Folle Chanson est un monument classé depuis 1988, s'imposant comme une grande réussite architecturale d'Antoine Courtens.
Très linéaire avec une sorte de campanile étoilé, cet édifice présente un bel exemple du traitement arrondi des coins, avec accentuation des verticales, de manière à créer une réelle impression de monumentalité.
À l'angle du Boulevard de la Cambre, un autre immeuble, attribué à Jean Petit en 1955, s'intègre moins heureusement, peut-être en contraste du rond-point.

Avenue de la Folle Chanson
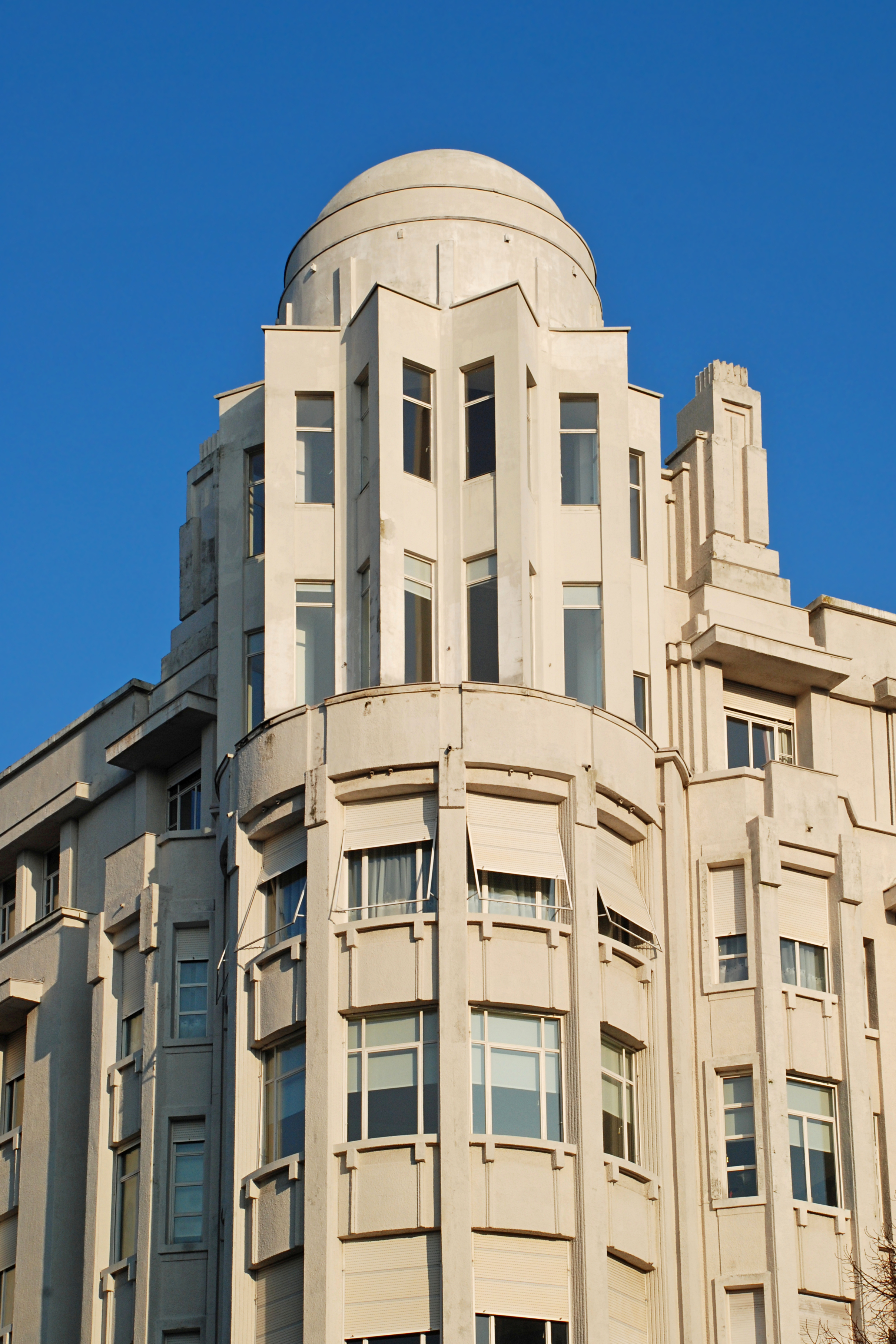
Palais de la Folle Chanson.
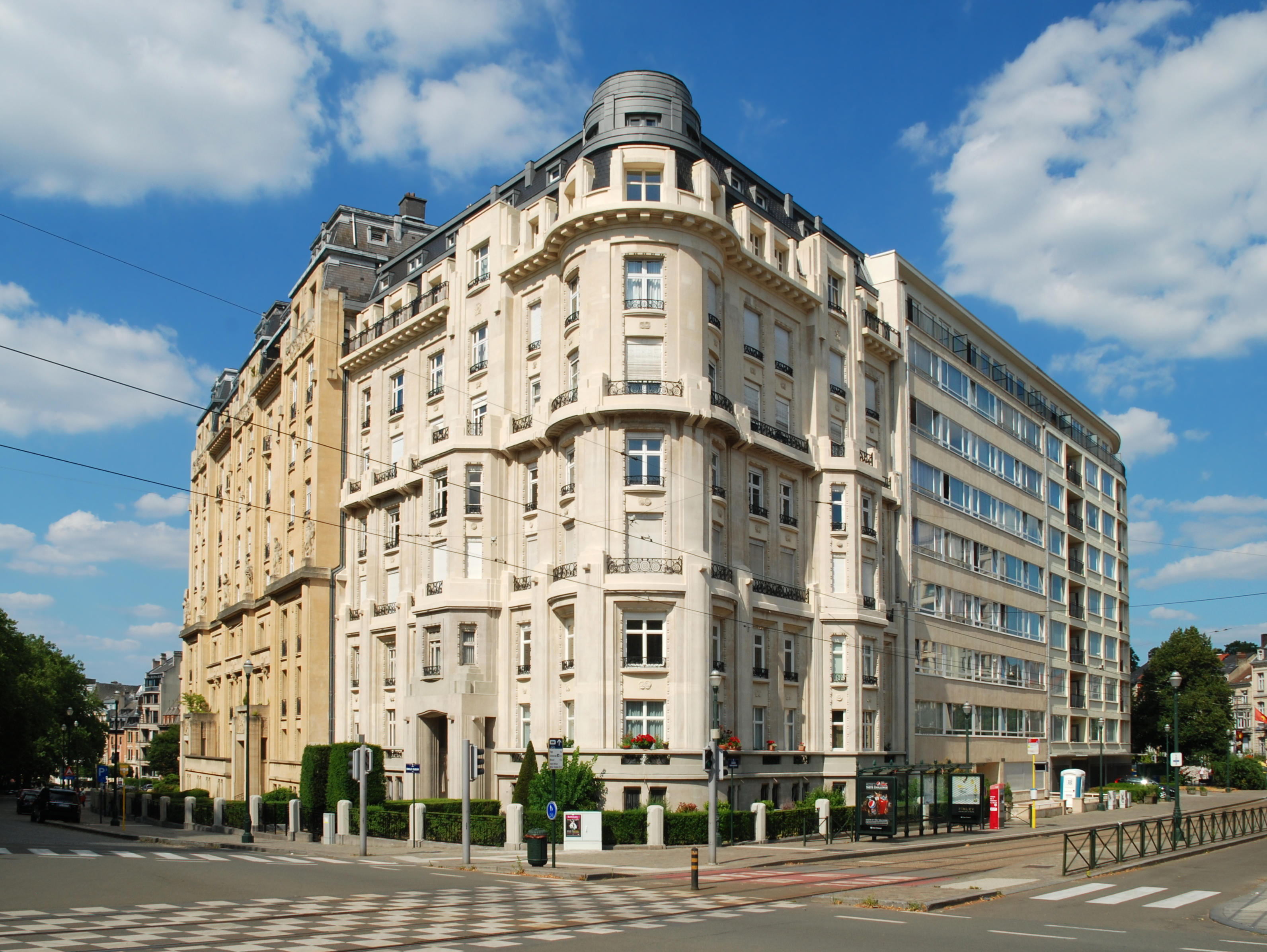
Le Palais de la Cambre vu de l'avenue de la Cambre.